# Leandre Peracaula i Vilaregut
Leandre Peracaula i Vilaregut (1896 - Barcelona, 17 de juny del 1966) va ser un folklorista, mestre de ballet i fotògraf aficionat. Hom l'ha situat en la primera generació de folkloristes dels esbarts, juntament amb Aureli Capmany, Joan Amades, Joan Rigall, Felip Blasco, Joan Bial i Josep Ventura.
Juntament amb el seu germà Narcís havia ballat a l'Esbart Barceloní Dansaires (1917), abans de dedicar-se a la formació de balladors i a la direcció d'esbarts. Portava l'Esbart Pàtria (al Poble Nou de Barcelona, 1902-1936), quan al 1923 va esdevenir primer director i mestre de dansa del nounat Esbart Dansaire de Rubí. A aquesta entitat hi recuperà balls i danses recollides per folkloristes com els ja esmentats Capmany, Amades i Rigall i, en plegar del càrrec el 1932, encara hi continuà vinculat molts anys com a assessor. Estigué vinculat a altres esbarts: el 1924, a l'esbart "Àngel Guimerà"; el 1927, al "Montserrat"; als anys 1929 i 1930, a l'esbart "Renaixement"; el 1931, a l'esbart del Centre Social de Terrassa; i al 1927, i encara als anys 40 portà l'esbart "Pep Ventura" -a la postguerra "Instituto de la Danza Pep Ventura"- de Barcelona.
En paral·lel a la tasca als esbarts, també es dedicà a la recopilació de materials (amb el nom d'"Arxiu de Danses, Corrandes i de Reculls Folklòrics" el 1933) i, molt especialment, a la fotografia d'activitats folklòriques. La seva extensa col·lecció de fotografies el permeté fer-ne exposicions temàtiques en institucions diverses, i guanyar premis a concursos artístics.
El compositor Tomàs Sanmartín i Ramon li dedicà la sardana Al mestre el 1947; i el 1948, l'esbart dansaire de Rubí l'homenatjà públicament amb cinquanta-sis parelles ballant simultàniament el "Ball de gitanes del Vallès".